# Шешде
Шешде́, или Шишде́, или Шашде́ (перс. ششده‎) — город на юге Ирана, в провинции Фарс. Входит в состав шахрестана  Феса.

## География
Город находится в восточной части Фарса, в горной местности юго-восточного Загроса, на высоте 1390 метров над уровнем моря.
Шешде расположен на расстоянии приблизительно 150 километров к юго-востоку от Шираза, административного центра провинции и на расстоянии 780 километров к юго-юго-востоку (SSE) от Тегерана, столицы страны.

## Население
По данным переписи, на 2006 год население составляло 5572 человека; в национальном составе преобладают персы, в конфессиональном — мусульмане-шииты.